# Grieken in Nederland
Met Grieken in Nederland (Grieks: Έλληνες στην Ολλανδία) worden in Nederland wonende Grieken, of Nederlanders van Griekse afkomst aangeduid. Volgens het Centraal Bureau voor de Statistiek (CBS) woonden er per 1 november 2021 zo’n 31.115 Nederlanders met een Griekse migratieachtergrond in Nederland. Bovendien waren er in datzelfde jaar 1.814 personen met een Cypriotische migratieachtergrond, onder wie veel Grieks-Cyprioten. Verder zijn er ook etnische Grieken onder de immigranten uit Turkije en het Midden-Oosten te vinden.

## Geschiedenis
In de jaren zestig begonnen Griekse gastarbeiders uit België zich in Nederland te vestigen. In 1966 sloten Nederland en Griekenland een wervingsverdrag, waarna ook Nederlandse bedrijven Griekse gastarbeiders konden verwerven. Sinds de toetreding van Griekenland tot de Europese Unie in 1981 konden Grieken vanaf 1988 vestigen in Nederland. Sinds de Griekse staatsschuldencrisis in 2010 is het aantal Grieken in Nederland met ruim 80% toegenomen.

## Bevolkingsontwikkeling
De meeste Grieken in Nederland komen uit Macedonië en Thracië. Het aantal Grieken is in de periode 1996-2019 meer dan verdubbeld. Van de tweede generatie Grieken in Nederland heeft 27% twee ouders die in Griekenland geboren zijn.
| Eerste generatie | 5 900  | 6 495  | 7 343  | 8 444  | 13 378 | 18 504 |
| Tweede generatie | 4 165  | 4 737  | 5 377  | 5 797  | 6 462  | 7 205  |
| aantal Grieken   | 10 065 | 11 232 | 12 720 | 14 241 | 19 840 | 25 709 |

## Religie
De Grieks-Orthodoxen in de Nederland zijn georganiseerd in het aartsbisdom van België en het exarchaat van Nederland en Luxemburg.
Een deel van de Griekse Nederlanders behoort tot de moslimminderheid van Griekenland.

## Bekende Griekse Nederlanders
- Vasilios Barkas, voetballer
- Pantelis Hatzidiakos, voetballer
- Odette Keun, schrijfster
- Kostas Lamprou, voetballer
- Stefania Liberakakis, zangeres
- Patricia Paay (heeft een Griekse overgrootvader), zangeres
- Mark Sifneos, voetballer
- Jeffrey Sneijder (heeft een Griekse oma)[5], voetballer
- Rodney Sneijder (heeft een Griekse oma)[5], voetballer
- Wesley Sneijder (heeft een Griekse oma)[5], voetballer
- Michalis Vakalopoulos, voetballer
- Odysseus Velanas, voetballer
- Raymond Westerling, militair
- Afrodite Zegers, zeilster